# Acidaliastis subbrunnescens
Acidaliastis subbrunnescens är en fjärilsart som beskrevs av Louis Beethoven Prout 1916. Acidaliastis subbrunnescens ingår i släktet Acidaliastis och familjen mätare. Inga underarter finns listade i Catalogue of Life.